# Platygillellus rubellulus
Platygillellus rubellulus är en fiskart som först beskrevs av William Converse Kendall och Lewis Radcliffe 1912.  Platygillellus rubellulus ingår i släktet Platygillellus och familjen Dactyloscopidae. IUCN kategoriserar arten globalt som sårbar. Inga underarter finns listade i Catalogue of Life.